# アグロスーパー
アグロスーパー (スペイン語: Agrosuper) は、ランカグアに本社を置くチリの多国籍食品加工会社です。 同社は、鶏肉、七面鳥、豚肉、牛肉、鮭、加工品など幅広い製品の製造を専門としています。

## ブランド
- アグロスーパー
- アンデス・ブタス
- アクアチリ[3]
- チャオ・バス
- フルトス・デル・マイポ
- ラ・クリアンサ
- パンチョ・ポヨ
- ポヨス・キング
- サンティ
- ソプラバル
- スーパー・ビーフ
- スーパー・セルド
- スーパー・ポヨ
- スーパー・サーモン

## 営業所
アグロスーパーはチリのオイギンス州ランカグアに本社を置いています。 さらに、アメリカ合衆国、メキシコ、ブラジル、イタリア、日本、中国、香港、韓国に8つの支店があり、世界60か国以上に拠点があります。